# Constance Talmadge
Constance Talmadge (née à Brooklyn, New York, le 19 avril 1898, morte à Los Angeles, Californie, le 23 novembre 1973 d'une pneumonie) est une actrice américaine du cinéma muet.

## Biographie
Constance Talmadge était la sœur des actrices Norma Talmadge et Natalie Talmadge. Elle apparaît notamment dans Intolérance (1916) de D. W. Griffith dans les rôles de Marguerite de Valois et de la Montagnarde. Elle était également productrice.
Le 15 août 1932, demeurant à Santa Monica avec son mari Netcher, elle organise dans sa maison de bord de mer, le mariage de Jean Carmen  et de  Walter Lohman.

## Filmographie partielle
- 1916 : Intolérance (Love's Struggle Throughout the Ages) de D. W. Griffith : Marguerite de Valois / la Fille des Montagnes de Babylone
- 1916 : The Matrimaniac de Paul Powell
- 1918 : À la recherche du bonheur (Up the Road with Sallie) de William Desmond Taylor : Sallie Waters
- 1919 : A Temperamental Wife de David Kirkland : Billie Billings
- 1919 : Who Cares? de Walter Edwards
- 1920 : Two Weeks de Sidney Franklin: Lillums Blair
- 1920 : Les Deux Compères (Good References) de Roy William Neill : Mary Wayne
- 1921 : Wedding Bells de Chester Withey : Rosalie Wayne
- 1921 : Lessons in Love de Chester Withey : Leila Calthorpe
- 1921 : Mama's Affair de Victor Fleming
- 1921 : Woman's Place de Victor Fleming
- 1922 : East Is West de Sidney Franklin : Ming Toy
- 1922 : The Primitive Lover de Sidney Franklin : Phyllis Tomley
- 1923 : Dulcy de Sidney Franklin : Dulcy
- 1923 : The Dangerous Maid de Victor Heerman
- 1924 : Mon cœur et mes millions (Her Night of Romance) de Sidney Franklin
- 1924 : In Hollywood with Potash and Perlmutter d'Alfred E. Green
- 1925 : Les Fiancées en folie (Seven Chances) de Buster Keaton (non créditée)
- 1925 : Sa sœur de Paris (Her Sister from Paris) de Sidney Franklin
- 1925 : Learning to Love de Sidney Franklin
- 1926 : La Duchesse de Buffalo (The Duchess of Buffalo) de Sidney Franklin
- 1927 : La Sirène de Venise (Venus of Vence) de Marshall Neilan

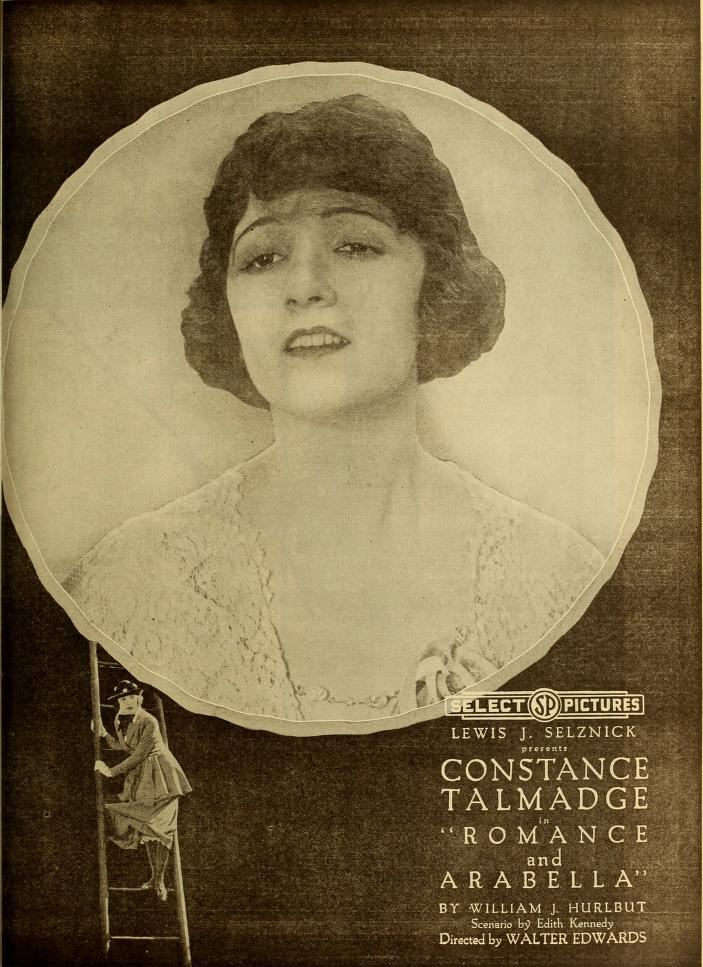
Affiche de Romance and Arabella (1919).